# Sloveniens damlandslag i fotboll
Sloveniens damlandslag i fotboll representerar Slovenien i fotboll på damsidan. Landslaget spelade sin första match den 25 september 1993 hemma mot England. De har aldrig kvalat in till VM, OS eller EM-slutspelet.